# Colchester United Football Club
Pour les articles homonymes, voir Colchester (homonymie).
Maillots
Actualités
Le Colchester United Football Club est un club anglais de football fondé en 1937. 
Le club, basé à Colchester, évolue depuis la saison 2023-2024 en EFL League Two (quatrième division anglaise).
L'équipe a passé la majorité de son histoire à jouer en troisième division anglaise.

## Repères historiques
- Fondé en 1937, le club adopte un statut professionnel dès sa fondation et rejoint la League en 1950 (Division 3-Sud).

- À l'issue de la saison 2015-2016, le club est relégué en EFL League Two (quatrième division anglaise).

## Palmarès et résultats

### Palmarès
- EFL League One (troisième division):
  - Vice-Champion : 2006
- Division Four (quatrième division) : 
  - Vice-Champion : 1962

- Watney Cup :
  - Vainqueur : 1971
- Conference National (cinquième division) : 
  - Champion : 1992

- FA Trophy :
  - Vainqueur : 1992

### Bilan saison par saison
|           | Div I | II | III | IV | Points | Journées | V  | N  | D  | B.p. | B.c. | Diff. |
| --------- | ----- | -- | --- | -- | ------ | -------- | -- | -- | -- | ---- | ---- | ----- |
| 2022-2023 |       |    |     | 20 | 49 pts | 46       | 12 | 13 | 21 | 44   | 51   | -7    |
| 2021-2022 |       |    |     | 15 | 55 pts | 46       | 14 | 13 | 19 | 48   | 60   | -12   |
| 2020-2021 |       |    |     | 20 | 51 pts | 46       | 11 | 18 | 17 | 44   | 61   | -17   |
| 2019-2020 |       |    |     | 6  | 58 pts | 37*      | 15 | 13 | 9  | 52   | 37   | +15   |
| 2018-2019 |       |    |     | 8  | 70 pts | 46       | 20 | 10 | 16 | 65   | 53   | +12   |
| 2017-2018 |       |    |     | 13 | 62 pts | 46       | 16 | 14 | 16 | 53   | 52   | +1    |
| 2016-2017 |       |    |     | 8  | 69 pts | 46       | 19 | 12 | 15 | 67   | 57   | +10   |
| 2015-2016 |       |    | 23  |    | 40 pts | 46       | 9  | 13 | 24 | 57   | 99   | -42   |
| 2014-2015 |       |    | 19  |    | 52 pts | 46       | 14 | 10 | 22 | 58   | 77   | -19   |
| 2013-2014 |       |    | 16  |    | 53 pts | 46       | 13 | 14 | 19 | 53   | 61   | -8    |
| 2012-2013 |       |    | 20  |    | 51 pts | 46       | 14 | 9  | 23 | 47   | 68   | -21   |
| 2011-2012 |       |    | 10  |    | 59 pts | 46       | 13 | 20 | 13 | 61   | 66   | -5    |
| 2010-2011 |       |    | 10  |    | 62 pts | 46       | 16 | 14 | 16 | 57   | 63   | -6    |
| 2009-2010 |       |    | 8   |    | 72 pts | 46       | 20 | 12 | 14 | 64   | 52   | +12   |
| 2008-2009 |       |    | 12  |    | 63 pts | 46       | 18 | 9  | 19 | 58   | 58   | 0     |
| 2007-2008 |       | 24 |     |    | 38 pts | 46       | 7  | 17 | 22 | 62   | 86   | -24   |
| 2006-2007 |       | 10 |     |    | 69 pts | 46       | 20 | 9  | 17 | 70   | 56   | 14    |

Légende :
- I / II / III / IV : division jouée
- V / N / D : victoires / matchs nuls / défaites
- b.p. / b.c. : buts pour / buts contre
- Diff : différence de buts
- Promotion dans le championnat hiérarchiquement supérieur
- Relégation dans le championnat hiérarchiquement inférieur
- * : Saison écourtée en raison de la pandémie de Covid-19

## Historique du logo

Ancien logo (1995-2004)
Logo actuel (2004-)

## Joueurs et personnalités du club

### Entraîneurs
- 1991-1994 :  Roy McDonough

### Joueurs emblématiques
- Peter Wright
- Roy McDonough
- Lomana LuaLua
- George Elokobi
- Teddy Sheringham
- Bradley Allen
- Andy Myers
- Jason Dozzell
- Isaiah Rankin
- Chris Iwelumo
- Jamie Cureton
- Kevin Lisbie
- Karl Duguid
- Kemal Izzett

## Infrastructures

### Stades
Le Colchester United Football Club joue ses matches à domicile au Colchester Community Stadium, appelé pour des raisons de sponsoring le JobServe Community Stadium. Les travaux de construction  commence en juillet 2007 pour se terminer en août 2008. Il a une capacité de 10 105 places, toute assises.
Depuis sa fondation en 1937 le club jouait à Layer Road, stade construit en 1910. Colchester United y joue son dernier match le 26 avril 2008 et termine par une défaite (0-2) face à Stoke City